# Long megye
Long megye az Amerikai Egyesült Államokban, azon belül Georgia államban található. Megyeszékhelye és legnagyobb városa Ludowici. Lakosainak száma 16 168 fő (2020. április 1.). Long megye Liberty, McIntosh, Wayne és Tattnall megyékkel határos.

## Népesség
A megye népességének változása:
| Lakosok száma | 14 651 | 15 194 | 16 170 | 16 624 | 17 731 | 16 168 |
|               | 2010   | 2011   | 2012   | 2013   | 2015   | 2020   |